# Île de Nantes
L'île de Nantes (parfois dénommée île Beaulieu) est une île fluviale située sur le cours de la Loire, à Nantes, et constituant l'un des onze quartiers de la ville.

## Géographie
L’île, d’une longueur de 4,9 km d’est en ouest et d’une largeur maximale de 1 km, enserrée entre le « bras de la Madeleine » au nord et le « bras de Pirmil » au sud, résulte de la réunion d’un ensemble d’îles (celles-ci constituent une grande partie de ce qui est parfois désigné sous le nom « d’archipel nantais »), parmi lesquelles on peut citer l’île Beaulieu, l’île Sainte-Anne, l’île de la Prairie-au-Duc, l’île Vertais (avec la « prairie d’Aval » et la « prairie d’Amont »), l’île de Petite Biesse (avec la « prairie de Balagué » et la « prairie de Pré-Joli ») ou l’île de Grande Biesse. Celles-ci étaient autrefois séparées par d’anciens bras de la Loire (appelés localement « boires », tel que la « boire des Récollets », la « boire de Toussaint » ou la « boire de la Biesse »), qui ont été comblés aux XIXe et XXe siècles (les boires des Récollets et de Toussaint le furent entre 1930 et 1945).

## Toponymie
Le nom « île de Nantes », lié au grand projet de réaménagement en cours de réalisation, est récent ; c'est pourquoi certains Nantais continuent d'utiliser la dénomination métonymique « île Beaulieu », nom d'une des anciennes îles qui la constituaient et se trouvait dans sa partie amont. Cette zone forme l'un des sous-quartiers actuels de l'île de Nantes.
Le nom d'Île de Nantes a été attribué à un des arrêts du Busway, le seul qui d'ailleurs soit commun aux deux lignes (4 et 5) de ce moyen de transport.

## Les micro-quartiers
Selon l'Insee, il est constitué de 4 micro-quartiers.

### Île Beaulieu
Comme son nom l'indique, il fait référence à l'île Beaulieu qui constituait naguère la partie orientale de l'île de Nantes sur la Loire, limitée au nord par l'actuel bras de la Madeleine, au sud-est par le bras de Pirmil, et au nord-ouest par la ligne ferroviaire reliant la gare SNCF de Nantes  à celle de Saint-Gilles-Croix-de-Vie.
Ce sous-quartier recouvre la plus grande partie orientale de l'ancienne île, limitée à l'est par le boulevard Général-De-Gaulle. Il inclut notamment le centre commercial Beaulieu, la partie sud d'Euronantes, le lycée Nelson-Mandela, la mairie annexe de l'île de Nantes, le stade Michel-Lecointre, le conservatoire à rayonnement régional de Nantes, le palais des sports de Beaulieu, l'école primaire Louise-Michel, un centre des finances publiques, le siège de la Caisse primaire d'assurance maladie, la place de la Galarne (au centre de laquelle se trouvait l'ancienne mairie annexe de Beaulieu), les tours Vulcain, les prairies d'Amont, l'hôtel de région des Pays de la Loire et à l'est le parc de Beaulieu traversé par les ponts de la Vendée.

### Beaulieu-Mangin
Si le premier vocable est en rapport avec l'ancienne île Beaulieu (dont ce sous-quartier occupe la partie sud-ouest). Le second fait référence à la place Victor-Mangin. Il est limité à l'est par le boulevard Général-de-Gaulle et à l'ouest par le boulevard des Martyrs-Nantais-de-la-Résistance, ainsi que la ligne de Nantes-État à La Roche-sur-Yon par Sainte-Pazanne.
Ce sous-quartier inclut l'ensemble immobilier des résidences de Beau Rivage, l'école maternelle Pauline-Kergomard, l'école élémentaire Anatole-de-Monzie, le jardin des Fonderies, le square Vertais, la direction régionale des impôts, le complexe sportif Mangin-Beaulieu, les ensembles construit sur les anciennes prairies d'Aval à l'ouest de la place Victor-Mangin.

### République-Les Ponts
Le premier vocable est en rapport avec la place de la République, tandis que le second évoque les ponts qui, jusqu'au milieu des années 1940, permettaient de franchir deux bras de Loire qui furent comblés à cette époque : la « boire de Toussaint » et la « boire des Récollets ». 
Ce micro-quartier englobe l'essentiel de la zone la plus anciennement urbanisée de l'île, qui fait actuellement l'objet d'un programme de renouvellement urbain conduisant notamment à l'aménagement du quartier de la Création. Il comprend également le palais de justice, le collège Aristide-Briand, l'église Sainte-Madeleine, les écoles Sainte-Madeleine et Gustave-Roch, ainsi que la maison de quartier de l'île de Nantes.

### Sainte-Anne-Zone portuaire
Son nom fait référence à l'île Sainte-Anne qui formait la partie sud-ouest de l'actuelle île de Nantes, et est associé aux installations du port de Nantes. 
Cette zone englobent la partie ouest de l'île sur laquelle se concentre l'essentiel des programmes d'aménagement urbain concernant l'île de Nantes : le parc des Chantiers, l'écoquartier de la Prairie-au-Duc (englobant une partie du quartier de la Création) comprenant notamment l'école Aimé-Césaire, le futur parc métropolitain, le projet de quartier sud-ouest et le quartier de la santé avec le futur CHU.

## Démographie
L'île compte environ 18 000 habitants en 2012 (6 % de la population nantaise) et doit atteindre les 40 000 habitants à l'horizon 2030. Sa population y est plutôt jeune : 35 % des habitants ont entre 15 et 29 ans, mais plus de la moitié des foyers sont constitués de personnes seules. 52 % des habitants sont des employés ou des ouvriers, dont le revenu moyen est inférieur de 20 % à celui du centre-ville, tandis que 17 % des ménages de l'île vivent sous le seuil de pauvreté,.

## Administration
Le quartier dispose d'une « mairie annexe Île de Nantes » située au no 15 boulevard Général-de-Gaulle (dans le sous-quartier de l'île Beaulieu et en bordure de celui de Beaulieu-Mangin). Elle remplace depuis le 9 janvier 2014 l'ancienne « mairie annexe Beaulieu » qui était située place de la Galarne.

## Accès
L'île de Nantes est reliée aux deux rives du fleuve par 13 ponts, presque tous desservant d'autres quartiers de la ville (ceux marqués d'un astérisque rejoignent soit la commune de Rezé, soit celle de Saint-Sébastien-sur-Loire) :
- Huit traversent le Bras de la Madeleine (d’amont en aval) :
  - Pont Éric-Tabarly
  - Pont Résal (pont ferroviaire)
  - Pont Willy-Brandt
  - Pont Aristide-Briand
  - Pont Général-Audibert
  - Pont Haudaudine
  - Passerelle Victor-Schœlcher (passerelle piétonne)
  - Pont Anne-de-Bretagne
- Cinq traversent le Bras de Pirmil (d’amont en aval) :
  - Pont Léopold-Sédar-Senghor*, vers Saint-Sébastien-sur-Loire
  - Pont Georges-Clemenceau
  - Pont de Pirmil
  - Pont ferroviaire de Pirmil* ou « pont de Pornic » (pont ferroviaire et piste cyclable), vers Rezé
  - Pont des Trois-Continents*, vers Rezé

Les ponts de la Vendée*, qui est un ensemble d'ouvrage ferroviaire, la traverse sur sa pointe est vers Saint-Sébastien-sur-Loire, mais la ligne qui l'utilise n'y possède pas de point d'arrêt.

## Transports
L'île est traversée du nord au sud par les lignes 2 et 3 du tramway qui y dessert trois stations (Vincent Gâche, Wattignies et Mangin), alors que les lignes 4 et 5 de Busway les desservent avec quatorze stations dont une commune au deux lignes (trois pour la 4 et douze pour la 5) tandis qu'une ligne de bus (26), la parcourt aussi avec douze arrêts.
Durant les années 2020, il est également prévu la mise en place de deux lignes de tramway (les lignes 6 et 7) et une de Busway (ligne 8) qui desserviraient l'île, notamment sa partie ouest, les deux premières depuis le quai de la Fosse (ligne 1) au niveau du pont Anne-de-Bretagne afin de rejoindre le centre de Rezé par le pont des Trois-Continents, le dernière partant également de Rezé afin de rallier la ligne de Busway au niveau du centre commercial Beaulieu.
Au niveau ferroviaire, outre la ligne de Nantes-Orléans à Saintes qui franchit la pointe amont de l'île, celle-ci est parcourue par les lignes en provenance de Segré et à destination de La Roche-sur-Yon par Sainte-Pazanne, lesquelles transitaient par la gare de l'État. Depuis la fermeture de cette dernière au trafic voyageur, il n'y a plus aucun arrêt ferroviaire sur l'île de Nantes. Pour remédier à ce problème, Nantes Métropole a émis l'hypothèse d'y établir à l'avenir deux haltes : l'une au croisement des lignes 2 et 3 du tramway (au niveau du square Vertais), l'autre au croisement des lignes de busway 4 et 5 (près du Centre commercial Beaulieu). Elle envisage aussi la création d'une gare terminus TER (non loin du croisement des boulevards Benoni-Goullin et Victor-Hugo).

## Rénovation urbaine

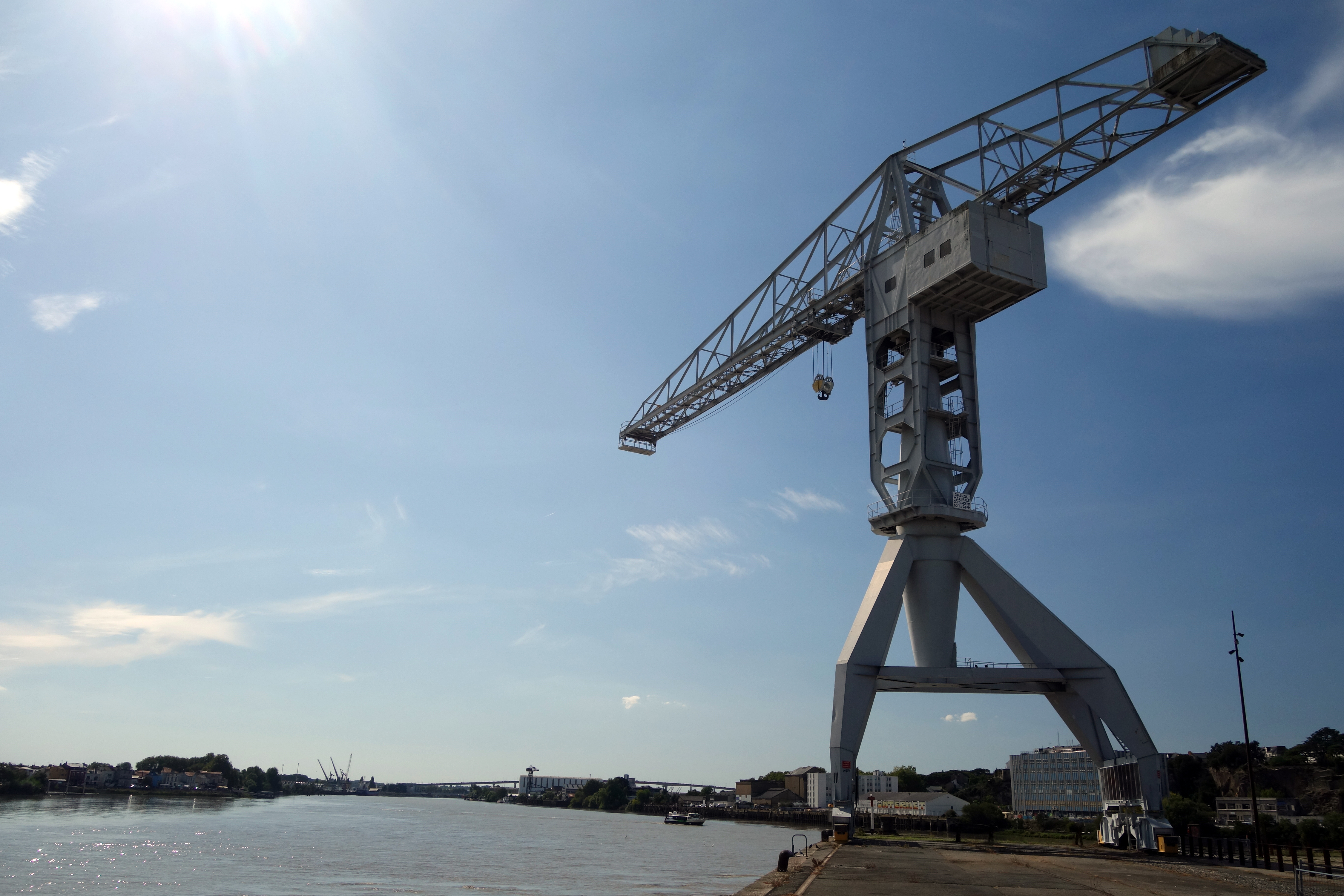
La grue « Titan » grise située quai Wilson, à la pointe ouest de l'Île de Nantes.

Depuis le début des années 2000, l'île de Nantes est le cadre d'un grand chantier de rénovation urbaine, dont la maîtrise d'ouvrage est assurée par la Société d'aménagement de la métropole Ouest Atlantique (SAMOA), société publique locale d'aménagement, auparavant sous statut de société d'économie mixte, qui fut créée pour l'occasion. Jusqu'en décembre 2009, la maîtrise d'œuvre était confiée à l'équipe de l'architecte Alexandre Chemetoff (Atelier Île de Nantes). De juillet 2010 à janvier 2017, celle-ci a été assurée par l’équipe de l'architecte Marcel Smets et du bureau Uaps dirigé par Anne Mie Depuydt,. La troisième phase opérationnelle du projet urbain, qui concerne particulièrement la pointe sud-ouest de l'île, a ensuite été confiée à la paysagiste Jacqueline Osty, en équipe avec l'urbaniste Claire Schorter,.

### Partie ouest
L'essentiel de la restructuration concerne la partie ouest de l'île où se concentre un important patrimoine industriel. C'est sur cette partie qu'étaient implantés les chantiers navals Dubigeon jusqu'à leur fermeture en 1987. Cet espace est resté pendant longtemps une sorte de no man's land oublié de nombreux Nantais, bien qu'étant situé face au cœur de la ville, avant d'être transformé en un parc des Chantiers rassemblant patrimoine industriel, architecture contemporaine et œuvres d'art. Les anciennes installations portuaires et les friches industrielles cèdent peu à peu la place à des constructions de logements, de bureaux, de commerces et d'équipements publics (écoles, crèches, espaces verts, centres socioculturels…). Une nouvelle voirie est aussi progressivement mise en place, avec prolongation des boulevards de l'Estuaire (parallèle à celui de la Prairie-au-Duc) et Benoni-Goullin, ainsi que l'aménagement d'un boulevard boisé dans le prolongement du boulevard Léon-Bureau jusqu'au pont des Trois-Continents, qui a été baptisé boulevard Simone-Veil par délibération d'un conseil du 2 avril 2021.
À l'origine, l'équipe Smets-Uaps prévoyait la construction de deux ensembles immobiliers situés respectivement de part et d'autre d'un parc paysager de 15 hectares qui sera aménagé à l'emplacement des voies ferrées de l'ancienne gare de l'État, remplaçant ainsi le précédent projet de bassin dit de la Loire Maritime qui a donc été abandonné :
- au nord, l'« écoquartier de la Prairie-au-Duc », le long du boulevard homonyme, dont l'aménagement a débuté en 2011[17] ;
- un autre quartier à la pointe sud-ouest de l'île, le long du quai Président-Wilson, dont la concertation préalable à la création de cette nouvelle ZAC a débuté en septembre 2014[18].

En février 2017, l'équipe Osty-Schorter décide d'abandonner de ce projet de parc unique, afin de le remplacer par trois espaces verts successifs tous orientés est-ouest et séparés entre eux par une zone d'habitat :
- au nord, le « parc de la Prairie-au-Duc » qui longera le côté sud du boulevard de l'Estuaire accueillera des aires de jeux et de sport, des pelouses et placettes, des jardins partagés, des potagers ;
- au centre, le « parc de la boire Sainte-Anne », large de 20 à 25 mètres, situé dans le prolongement du boulevard Benoni-Goulin, s'articulera autour d'un cours d'eau artificiel destiné à rappeler l'ancienne boire Sainte-Anne qui coulait à cet endroit avant d'être comblée au XXe siècle ;
- Au sud, le « parc de la Loire », d'une largeur de 100 à 130 mètres, sera le plus vaste des trois. Il intégrera le quai Président-Wilson et proposera des équipements de loisirs, de sport et de culture le long de la rive.

À l'est de cette zone, une partie des services du Centre hospitalier universitaire (C.H.U.), dont l'Hôtel-Dieu, doit aussi investir ce secteur de l'île sur 100 000 m2 de SHON, récupérés tant sur des terrains de l'ancienne gare de l'État que ceux du Marché d'intérêt national (MIN) dont le déménagement qui a été décidée par Nantes Métropole en juin 2012 (le transfert du MIN devrait intervenir d'ici en 2018 à Rezé en bordure du boulevard périphérique au sud de la « Porte de Rezé » sur la zone dite de « de la Brosse », non loin du centre commercial Océane, en limite de la commune de Pont-Saint-Martin,).
Les sciences et techniques des industries créatives, quant à elle occupe une part importante du programme, le but étant de faire de l'île un nouveau point de convergence en la matière. En effet le projet comporte un espace qui sera consacré à la communication, au design, aux arts de la scène, à l'architecture, et aux arts visuels dénommé Quartier de la Création regroupant des acteurs œuvrant dans ces domaines comme les musiques contemporaines avec La Fabrique, l'école nationale supérieure d'architecture de Nantes, les arts graphiques avec l'école supérieure des beaux-arts de Nantes Métropole, ou encore Les Machines de l'île (dont le lieu d'exposition est situé dans les anciennes nefs Dubigeon).

### Partie centrale

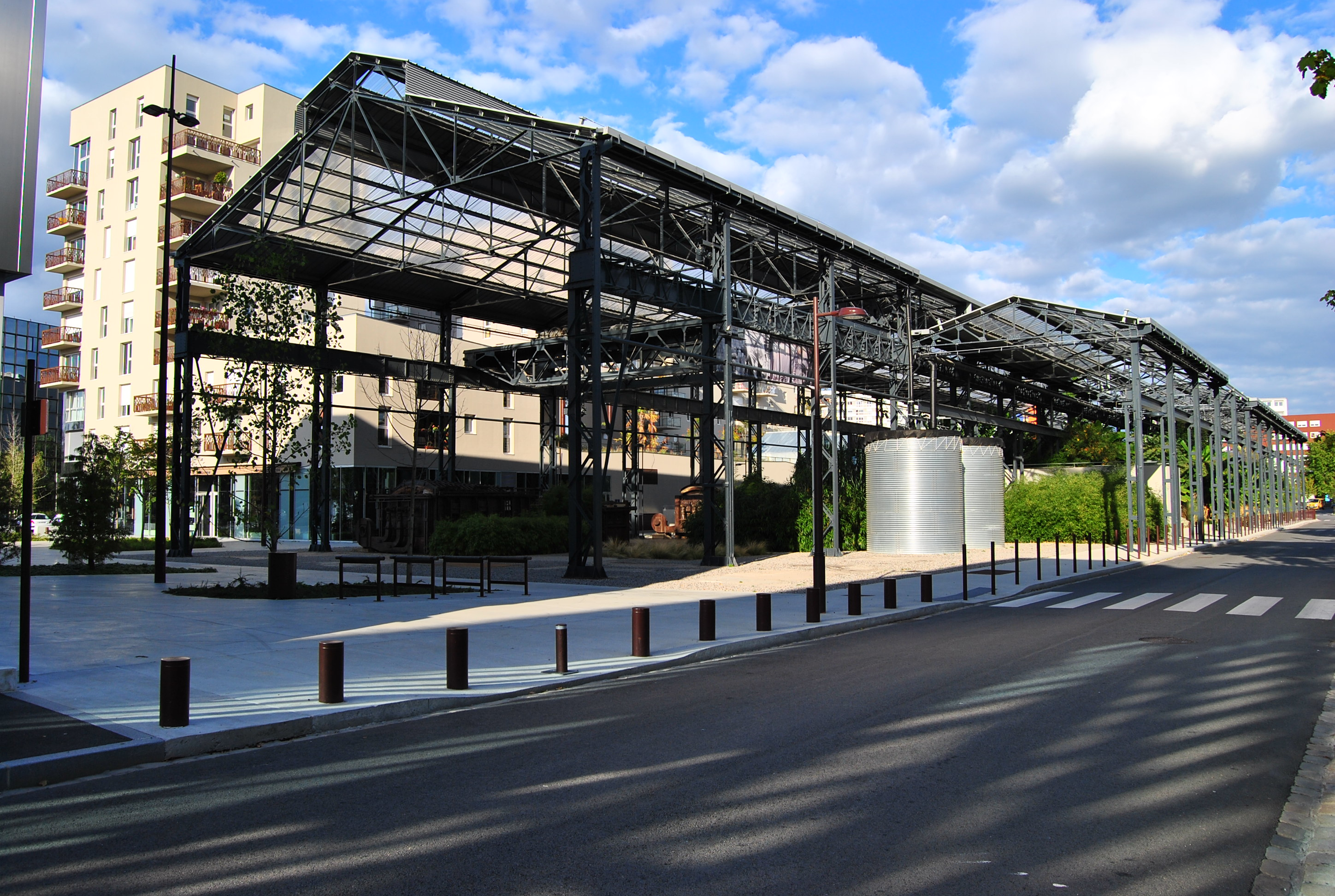
Le jardin des Fonderies.

La partie centrale, la plus anciennement urbanisée (on y trouve notamment les vieux hôtels de la place de la République), puisqu'elle se trouvait de part et d'autre de la seule liaison entre Nantes et le faubourg de Pirmil formée par les rues Grande-Biesse, Petite-Biesse et de Vertais (remplacé depuis par le boulevard des Martyrs-Nantais-de-la-Résistance), doit accueillir de nouveaux équipements publics. Par exemple, un jardin couvert (le jardin des Fonderies) a été aménagé dans les anciennes halles des Fonderies de l’Atlantique, boulevard Vincent-Gâche. Des programmes de logements comme le nouveau foyer de jeunes travailleurs y ont pris place.

### Partie est
Quant à la partie est (où se trouvent le centre commercial Beaulieu et le quartier Beaulieu), elle accueille une partie du quartier d'affaires Euronantes, construit sur l'ancien site du Tripode, non loin de l'hôtel de région et de son dôme de verre caractéristique, siège du conseil régional des Pays de la Loire. Ce nouveau quartier est aussi constitué d'immeubles de bureaux, de logements, de commerces et d'hôtels ; certaines de ces constructions ont été signées par des architectes de renommée mondiale comme Christian de Portzamparc. Le tout est érigé autour d'une succession de bassins, de canaux et de jardins d'eau creusés à cet effet et faisant pendant au bassin de la Loire maritime : les bassins de la Loire fluviale, établis « en escalier » descendant vers le fleuve.
Dans cette optique, le centre commercial a déjà fait l'objet d'un agrandissement non négligeable de sa surface commerciale et d'une amélioration esthétique sensible, notamment par la construction d'une véritable façade donnant sur le boulevard Général-De-Gaulle. Cette partie de l'île est directement desservie par la ligne 4 du Busway Nantais.
Non loin de là, à proximité du Conservatoire à rayonnement régional, le nouveau lycée Nelson-Mandela a été livré à la rentrée 2014. Ce bâtiment à énergie positive construit pour l'essentiel en ossature bois, accueille environ 1 500 élèves, dont un certain nombre au sein d'un pôle langues vivantes avec sections européennes et internationales,.

## Lieux remarquables
- Les Machines de l'île
- Le Palais de justice
- Les grues Titan
- Le Solilab
- Le Blockhaus DY10
- L'École supérieure des beaux-arts de Nantes Métropole
- La Fabrique
- Le palais des sports de Beaulieu
- Les Anneaux de Buren
- Le hangar à bananes
- La gare de l'État
- L'hôtel de région des Pays de la Loire
- Le Conservatoire à rayonnement régional de Nantes
- La Maison de l'Administration Nouvelle (MAN)
- La Maison des Hommes et des Techniques
- Le parc des Chantiers
- Le parc des Berges
- Le parc de Beaulieu
- Le jardin des Cinq Sens
- Le jardin des Fonderies
- Le jardin de l'Île Mabon
- L'église Sainte-Madeleine
- Le centre commercial Beaulieu
- Le Marché d'intérêt national de Nantes (MIN)
- Le lycée Nelson-Mandela

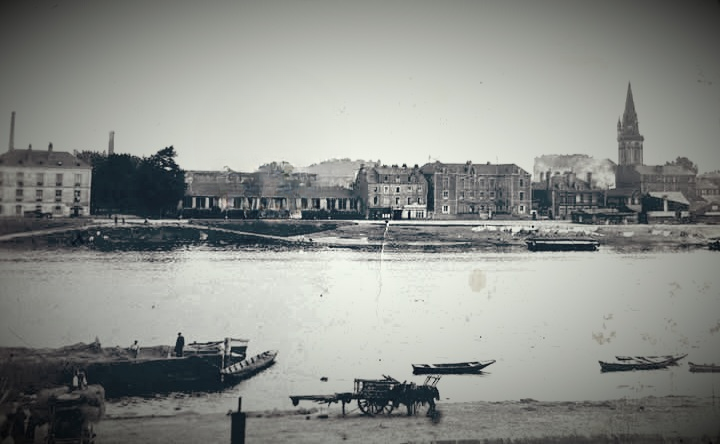
Quai Hoche sur le bras de la Madeline en 1915. L'église Sainte-Madeleine visible sur la photo a été détruite car sa structure avait été affaiblie par les bombardements alliés de 1943 puis par la destruction du pont Haudaudine par les Allemands en 1944 au moment de leur retraite.